# Gary Sweet
Gary Sweet (Melbourne, Victoria; 20 de mayo de 1957) es un actor australiano, conocido por sus interpretaciones en Alexandra's Project, Big Sky, The Battlersm, Bodyline, Police Rescue y en Stingers.

## Biografía
Es hijo del actor Frank Sweet. Asistió a la Universidad de Flinders en Adelaida, donde obtuvo un diploma en la enseñanza en 1979 y uno en casa rural en 1980.
En 2011 fue reconocido como "Miembro del Paseo de la Fama de Australia" por su carrera en cine y televisión.
Sweet se casó por primera vez en 1981 con la actriz australiana Leonore Smith, con quien tuvo dos hijos los actores Frank Sweet y Sophie Sweet; más tarde la pareja se separó en 1983. Posteriormente, en 1987, se casó con la abogada Jill Miller, sin embargo la pareja se separó. Más tarde en 1995 se casó con la ex-nadadora y actual presentadora de televisión Johanna Griggs, con quien tuvo dos hijos, Jesse James y Joe Buster; pero en diciembre de 1998 anunció su separación y finalmente la pareja se divorció al año siguiente.
Actualmente sale con Nadia Dyall.

## Carrera
En 1995 apareció en la película Blue Murder donde interpretó a Christopher Dale Flannery.
En 2000 se unió al elenco principal de la serie policíaca Stingers donde interpretó al detective inspector Luke Harris hasta el final de la serie en 2004.
En 2006 participó en la quinta temporada del concurso de baile Dancing with the Stars junto a su compañera la bailarina Eliza Campagna, la pareja quedó en cuarto lugar.
En 2010 se unió al elenco de la nueva serie australiana Cops: L.A.C. en donde interpretó al Oficial de Policía y Superintendente del equipo Jack Finch. En noviembre del mismo año y después de una temporada la serie fue cancelada por la cadena Nine debido a la baja audiencia.
También interpretó al Sargento Elmo Haney en la exitosa miniserie de Steven Spielberg, The Pacific.
Ese mismo año interpretó al prudente y protector Drinian, el capitán del barco Dawn Treader y mejor amigo del rey Caspian en la tercera película de Narnia, Las crónicas de Narnia: la travesía del Viajero del Alba.
En 2012 se unió al elenco principal de la serie House Husbands donde interpreta a Lewis Crabb, quien se queda en casa cuidando de su hija mientras su esposa la doctora Gemma Crabb (Julia Morris) va a trabajar al hospital.

## Filmografía

### Series de televisión
| Año         | Serie                      | Personaje                      | Notas                            |
| ----------- | -------------------------- | ------------------------------ | -------------------------------- |
| 2018        | Harrow                     | Bruce Reimers                  | episodio "Actus Reus"            |
| 2015, 2017  | The Doctor Blake Mysteries | Norman Baker                   | 3 episodios                      |
| 2017        | Wake in Fright             | Tim Hynes                      | 2 episodios - miniserie          |
| 2012 - 2017 | House Husbands             | Lewis Crabb                    | 58 episodios                     |
| 2016        | Janet King                 | Roger Embry                    | 3 episodios                      |
| 2016        | Wolf Creek                 | Jason                          | episodio "Opalville" - miniserie |
| 2012        | Problems                   | Mr. Moth                       | 4 episodios                      |
| 2011        | Small Time Gangster        | Barry Donald                   | 8 episodios                      |
| 2010        | Cops: L.A.C.               | Jack Finch                     | 13 episodios                     |
| 2010        | The Pacific                | Sargento Elmo "Gunny" Haney    | 3 episodios - miniserie          |
| 2007 - 2010 | The Circuit                | Magistrado Peter Lockhart      | 12 episodios                     |
| 2009        | Rescue Special Ops         | Shane Gallagher                | 5 episodios                      |
| 2007        | Rain Shadow                | Larry Riley                    | 6 episodios - miniserie          |
| 2001 - 2005 | Blue Heelers               | Danny O'Keefe                  | 5 episodios                      |
| 2000 - 2004 | Stingers                   | Det. Luke Harris               | 83 episodios                     |
| 1999        | Dog's Head Bay             | Alex Santorini                 | 13 episodios                     |
| 1999        | Wildside                   | Cleary                         | episodio # 2.20                  |
| 1997 - 1999 | Big Sky                    | Chris Manning                  | 53 episodios                     |
| 1991 - 1996 | Police Rescue              | Sgt. Steve "Mickey" McClintock | 58 episodios                     |
| 1988        | The Flying Doctors         | Nick Sanderson                 | 2 episodios                      |
| 1976        | The Sullivans              | Leslie "Magpie" Maddern        | tv serie                         |

### Películas
| Año  | Título                                                   | Personaje            | Notas                                                                                  |
| ---- | -------------------------------------------------------- | -------------------- | -------------------------------------------------------------------------------------- |
| 2014 | Fists of Blood                                           | -                    | junto a Caitlin Stasey, Ian Roberts, Tottie Goldsmith & Brad J. McBride                |
| 2013 | Adore                                                    | Saul                 | junto a Naomi Watts, Robin Wright, Xavier Samuel, Ben Mendelsohn & Sophie Lowe         |
| 2013 | Nerve                                                    | Ben Livingston       | junto a Craig Hall, Christian Clark, Silvia Colloca, Denise Roberts & Georgina Haig    |
| 2012 | Dangerous Remedy                                         | Matthews             | junto a Maeve Dermody, Susie Porter, Caroline Craig & William McInnes                  |
| 2012 | Death in Paradise                                        | Det. Gary Campbell   | junto a Amber Clayton, Harvey Keitel & Billy Miller                                    |
| 2011 | The Telegram Man                                         | John Lewis           | corto - junto a Jack Thompson & Sigrid Thornton                                        |
| 2011 | Bush Basher                                              | -                    | corto - junto a Harrison Gilbertson                                                    |
| 2010 | The Chronicles of Narnia: The Voyage of the Dawn Treader | Lord Drinian         | junto a Ben Barnes & Skandar Keynes                                                    |
| 2009 | Subdivision                                              | Digger Kelly         | junto a Bruce Spence, Steve Bisley, John Batchelor, Aaron Fa'aoso & Brooke Satchwell   |
| 2008 | The Tumbler                                              | Hurtle Hamilton      | junto a Suzannah Bayes-Morton & Louise Crawford                                        |
| 2003 | Alexander's Project                                      | Steve                | junto a Helen Buday                                                                    |
| 2002 | The Tracker                                              | El Fanático          | junto a David Gulpilil & Damon Gameau                                                  |
| 2001 | The Big House                                            | Jacko                | corto - junto a Tony Martin, Kick Gurry & Paul Pantano                                 |
| 1998 | Cody: The Wrong Stuff                                    | Cody                 | junto a Robert Mammone, Kym Wilson & Tasma Walton                                      |
| 1996 | Cody: Fall from Grace                                    | Cody                 | junto a Robert Mammone, Robert Noble & Bill Young                                      |
| 1995 | Blue Murder                                              | Christopher Flannery | junto a Richard Roxburgh, Peter Phelps, Marcus Graham, Alex Dimitriades & John Jarratt |
| 1995 | Cody: The Burnout                                        | Cody                 | junto a Robert Mammone, Bill Young & Shane Bourne                                      |
| 1994 | Police Rescue                                            | Steve McClintock     | junto a Zoe Carides, Steve Bastoni, Tammy MacIntosh, Cate Blanchett & Sonia Todd       |
| 1994 | Cody: Bad Love                                           | Cody                 | junto a Robert Mammone & Heather Mitchell                                              |
| 1994 | Cody: The Tipoff                                         | Cody                 | junto a Robert Mammone, Heather Mitchell e Imelda Corcoran                             |
| 1994 | Cody: A Family Affair                                    | Cody                 | junto a Robert Mammone, Heather Mitchell, Steven Grives & Scott Major                  |
| 1990 | What the Moon Saw                                        | Alan Wilson          | junto a Andrew Shephard, Kim Gyngell, Mark Hennessy & Danielle Spencer                 |

### Videojuegos
| Año | Juego            | Personaje | Notas                           |
| --- | ---------------- | --------- | ------------------------------- |
| -   | Edge of Twilight | Lewis     | prestó su voz para el personaje |

### Teatro
| Año  | Obra                                     | Personaje | Director (a)   | Teatro            | Notas                                                            |
| ---- | ---------------------------------------- | --------- | -------------- | ----------------- | ---------------------------------------------------------------- |
| 2003 | Dragging the Beat                        | -         | -              | -                 | -                                                                |
| 2002 | Oh, What a Night (musical)               | -         | Kim Gavan      | Capitol Theatre   | junto a Marcia Hines, George Kapiniaris & Spencer McLaren        |
| 2001 | The Recruit                              | -         | Peter Houghton | Melbourne Theatre | junto a Jacob Allan, Nick Flint & Genevieve Morris               |
| 2001 | The Seventh Annual Duesburys Canberra.-. | -         | Stephen Pike   | -                 | junto a Toni Lamond                                              |
| 1998 | The Club                                 | -         | Bruce Myles    | -                 | junto a Max Gillies, Jeremy Stanford, Vince Colosimo & John Wood |
| 1991 | The Removalists                          | -         | Robyn Nevin    | -                 | junto a Don Barkerm, Jenny Castles & Tracy Mann                  |

### Otras apariciones
| Año  | Programa               | Notas                      |
| ---- | ---------------------- | -------------------------- |
| 2006 | Dancing with the Stars | 6 episodios - participante |

## Premios y nominaciones
| Año  | Categoría                                | Premio                              | Serie/Película      | Resultado |
| ---- | ---------------------------------------- | ----------------------------------- | ------------------- | --------- |
| 2009 | Best Actor                               | Melbourne Underground Film Festival | The Tumbler         | Ganó      |
| 2004 | Most Outstanding Actor in a Drama Series | Silver Logie Award                  | Stingers            | Nominado  |
| 2003 | Best Male Actor                          | FCCA Award                          | Alexandra's Project | Nominado  |
| 2003 | Most Outstanding Actor in a Drama Series | Silver Logie Award                  | Stingers            | Nominado  |
| 1996 | Most Popular Actor                       | Silver Logie Award                  | Police Rescue       | Nominado  |
| 1994 | Most Popular Actor                       | Silver Logie Award                  | Police Rescue       | Ganó      |
| 1992 | Most Popular Actor                       | Silver Logie Award                  | Police Rescue       | Nominado  |
| 1982 | Most Popular New Talent                  | Logie Award                         | The Sullivans       | Ganó      |